# Gerard Moreno
Gerard Moreno, pe numele complet Gerard Moreno Balagueró (n. 7 aprilie 1992, Santa Perpètua de Mogoda, Spania) este un fotbalist spaniol, care joacă în prezent la Villarreal, în La Liga, pe postul de atacant.
În cariera sa, a jucat pentru Villarreal, Mallorca și Espanyol, câștigând Europa League în 2021 și două trofee Zarra cu primul club.
Moreno a debutat cu Echipa națională de fotbal a Spaniei în 2019, făcând parte din lotul UEFA Euro 2020.

## Cariera pe echipe

### Villarreal
Născut în Santa Perpètua de Mogoda, Barcelona, Catalonia, Moreno s-a alăturat lui Villarreal în 2010 din localitatea Badalona. Pe 5 martie 2011, pe când era încă junior, și-a făcut debutul cu rezervele, intrând de pe bancă într-o înfrângere cu 1–2 pe teren propriu împotriva lui Rayo Vallecano. În perioada sa de început, a reprezentat și a treia echipă, punctând într-un ritm uimitor în Tercera División.
Moreno a marcat primul său gol ca profesionist pe 10 decembrie 2011, contribuind la o victorie cu 3-1 în Segunda División în fața lui Xerez CD. A jucat primul său meci oficial cu prima echipă a lui Villarreal aproximativ un an mai târziu, începând cu o înfrângere cu 1-0 la Elche. A marcat primul său gol pentru submarinul galben pe 25 ianuarie 2013, deschizând scorul într-o victorie cu 3-0 împotriva lui Sabadell.
Pe 8 iulie 2013, Moreno a semnat cu Mallorca din Segunda División într-un împrumut pe un sezon. Ulterior a revenit la Villarreal, fiind promovat definitiv la prima echipă acum în La Liga.
Moreno și-a făcut debutul în primul eșalon al fotbalului spaniol pe 14 septembrie 2014, începând meciul într-o remiză 0-0 în deplasare împotriva lui Granada. A marcat primul său gol în competiție zece zile mai târziu, într-o remiză 1–1 la Eibar.

### Espanyol
La 13 august 2015, Moreno a semnat un contract de cinci ani cu Espanyol, care a cumpărat 50% din drepturile sale pentru o sumă de 1,5 milioane de euro. Pe 23 ianuarie 2016, a marcat într-o remiză 2–2 acasă împotriva fostei sale echipe, înainte de a fi eliminat după ce a primit un cartonaș roșu în minutul 89.
Moreno a marcat de 16 ori în sezonul 2017-2018, iar echipa sa a încheiat sezonul pe locul 11.

### Revenire la Villarreal
Moreno s-a întors la Villarreal pe 12 iunie 2018, acceptând un contract pe cinci ani. După ce a păstrat anterior 50% din drepturile jucătorului, fostul său club i-a plătit lui Espanyol 20 de milioane de euro în transfer pentru a răscumpăra restul de 50% și a-l achiziționa pe Moreno.
Moreno a terminat sezonul 2019–20 cu 18 goluri în campionat, câștigând astfel Trofeul Zarra. Și-a îmbunătățit performanța în sezonul următor cu 23 de reușite și șapte pase de gol, marcând încă de șapte ori ajutând echipa să câștige UEFA Europa League 2021-2022; a fost votat ulterior jucătorul turneului, învingându-i astfel pe jucătorii de la Manchester United, Bruno Fernandes și Edinson Cavani.
La 10 august 2021, Moreno a semnat un nou contract pe șase ani. A doua zi, a marcat în Supercupa Europei 2021 împotriva lui Chelsea, depășindu-l pe Giuseppe Rossi pentru a deveni cel mai bun marcator al clubului din toate timpurile cu 83 de goluri.
Moreno a jucat mult mai puțin în sezonurile 2021–22 și 2022–23, din cauza accidentărilor.

## Goluri internaționale
La meciul jucat pe 2 septembrie 2021.
Scorul Spaniei este afișat primul, coloana scor indică scorul după fiecare gol a lui Moreno
| No. | Dată              | Stadion                                  | Adversar | Scor | Rezultat | Competiție                                           |
| --- | ----------------- | ---------------------------------------- | -------- | ---- | -------- | ---------------------------------------------------- |
| 1   | 15 noiembrie 2019 | Estadio Ramón de Carranza, Cádiz, Spania | Malta    | 6–0  | 7–0      | Preliminariile Campionatului European de Fotbal 2020 |
| 2   | 18 noiembrie 2019 | Metropolitano Stadium, Madrid, Spania    | România  | 2–0  | 5–0      | Preliminariile Campionatului European de Fotbal 2020 |
| 3   | 18 noiembrie 2019 | Metropolitano Stadium, Madrid, Spania    | România  | 3–0  | 5–0      | Preliminariile Campionatului European de Fotbal 2020 |
| 4   | 14 noiembrie 2020 | St. Jakob-Park, Basel, Elveția           | Elveția  | 1–1  | 1–1      | Liga Națiunilor UEFA A 2020–21                       |
| 5   | 31 martie 2021    | Estadio de La Cartuja, Sevilla, Spania   | Kosovo   | 3–1  | 3–1      | Calificările pentru Campionatul Mondial FIFA 2022    |